# Letterboxd
Letterboxd là một dịch vụ mạng xã hội đồng sáng lập bởi Matthew Buchanan và Karl von Randow vào năm 2011. Nó là ứng dụng xã hội nhằm mục đích chia sẻ ý kiến và thể hiện tình yêu phim ảnh, được vận hành bởi một đội ngũ nhỏ đến từ Auckland, New Zealand. Người dùng có thể sử dụng Letterboxd như một nhật ký đánh dấu những phim đã xem, viết bình luận hoặc tạo các danh sách phim cũng như gặp gỡ và tương tác với những người yêu phim khác. Những bộ phim ở đây có thể được xếp hạng, phê bình và đặt từ khóa riêng.
Vào đầu tháng 9 năm 2018, có hơn 200 triệu lượt đánh dấu phim đã xem, gấp đôi kỷ lục trước đó 100 triệu đo được vào tháng 5 năm 2017.

## Trang web

### Lịch sử
Trang web được khởi động tại Brooklyn Beta vào tháng 10 năm 2011, thu hút hơn 17,000 người dùng thử nghiệm trong vòng sáu tháng. Nó chuyển đổi từ hình thức riêng tư sang công khai vào ngày 24 tháng 4 năm 2012, mọi trang con trong trang web đều có thể truy cập. Hình thức đăng ký qua thư mời được tiếp tục duy trì cho đến ngày 8 tháng 2 năm 2013, sau đó ai cũng có thể đăng ký. Trang web cũng giới thiệu mô hình thành viên miễn phí và thành viên trả phí, cả hai đều được phép sử dụng những tính năng của Letterboxd bao gồm việc có thể xem trang "Year in Review".

### Những tính năng chính
Bất kỳ ai cũng có thể xem nội dung trên trang web. Việc sử dụng tài khoản thành viên được yêu cầu để sử dụng các tính năng chuyên sâu. Mọi thành viên đều có thể xếp hạng, bình luận và đánh dấu phim với từ khóa tùy thích. Một tài khoản có thể tạo danh sách những phim đã xem hoặc sẽ xem, cũng như tương tác với những người dùng khác. Những danh sách đó có thể hiện công khai hoặc riêng tư. Thành viên có thể theo dõi những hoạt động của nhau.
Có hai hình thức thành viên trả phí.
Thành viên Pro:
- Có trang thống kê "Year in Review"
- Có trang thống kê "All-Time"
- Bộ lọc hoạt động theo dõi
- Bộ lọc dịch vụ streaming
- Có thể ghim bình luận của mình
- Đổi tên tài khoản
- Sao chép/nhân đôi danh sách

Thành viên Patron bao gồm những quyền lợi như thành viên Pro kèm:
- Trang hồ sơ của thành viên Patron được phép sử dụng hình nền từ các phim tùy chọn.
- Được phép truy cập vào những tính năng mới thử nghiệm và ứng dụng iPhone.
- Tên được xuất hiện trên trang "Patrons".

### Ứng dụng trên điện thoại
Có một app chính thức dành cho iPhone và iPad có khả năng thực hiện hầu hết tính năng của trang web. Một app cho Android cũng đã ra mắt trên Google Play Store.

### Dữ liệu phim
Toàn bộ dữ liệu về phim, bao gồm tên diễn viên, đạo diễn và nhà sản xuất, cốt truyện, ngày phát hành, trailer và poster đều được lấy từ The Movie Database (TMDb). Vì sử dụng dữ liệu từ IMDb yêu cầu phải có ngân sách cao, những nhà phát triển đã quyết định sử dụng TMDd, một dự án mã nguồn mở và kinh phí quyên góp. Letterboxd cũng là đối tác với Justwatch.com để có thể xem phim trực tuyến kể từ tháng 11 năm 2019.